# 鈴木陽代
葉山 陽代（はやま はるよ、? - 2024年3月31日）は、日本の舞台女優。ク・ナウカ、静岡県舞台芸術センター（SPAC）在籍。2022年5月26日に鈴木 陽代から改名。

## 来歴
埼玉県生まれ。演劇経験のない中、ク・ナウカ シアターカンパニーのオーディションを受け合格、デビュー。
アジア演劇の身体技法を身につけ、以後同劇団の主要メンバーとして国内・海外の舞台で活躍。
海外の演出家の作品にも多く出演しており、2005年のヤン・ジョンウン演出・日韓共同制作『トロイアの女』では主演を務める。
2010年よりSPACに在籍。2013年にはフランスの巨匠クロード・レジ演出の『室内』（原作：モーリス・メーテルリンク）に出演。ヨーロッパツアーを経て、世界三大演劇祭の一つ、アヴィニョン国際演劇祭で公式上演される。同作はル・モンド紙の「アヴィニョン演劇祭で記憶すべき10作品」の中に選ばれるなど好評を博した。
2016年からは太宰治の『駆込み訴え』を初の一人芝居で上演。新たな代表作となる。
利賀演劇人コンクール2017でカワサキアリス『青い鳥』に出演し、奨励賞を受賞。
2024年3月31日、就寝中に急病のため急逝したことが4月2日にSPACより発表された。主役のスピーカー（話者）として出演が予定されていた5月の音楽劇『白狐伝』（ふじのくに野外芸術フェスタ2024、駿府城公園特設会場）の代役は宮城聰が務めた。

## 出演

### 舞台
- オイディプス王（2000、利賀野外劇場／演出 宮城聰）- 利賀・新緑フェスティバル
- サロメ-ピュベール（2001、サイスタジオ大山／演出 中野真希）
- トリスタンとイゾルデ（2001、青山円形劇場／演出 宮城聰）- 東京国際舞台芸術祭2001
- 欲望という名の電車（2002、ザ・スズナリ／演出 宮城聰）
- 天守物語（2003、演出 宮城聰）
- サロメ（2003、東京デザインセンター ガレリアホール／演出 宮城聰）
- アンティゴネ（2003、利賀野外劇場／演出 ユディ・タジュディン）- 利賀演出家コンクール2003
- サド侯爵夫人（2003、法政大学 学生会館大ホール／演出 寺内亜矢子）
- アンティゴネ（2004、ギリシャ デルフィー古代競技場／演出 宮城聰）- 第12回古代ギリシア劇世界会議招待作品
- マクベス（2004、ザ・スズナリ／演出 宮城聰）
- 乱歩プレイ（2005、山椿美術館／演出 倉迫康史）
- 銀河鉄道の夜（2005、目白庭園赤鳥庵／演出 倉迫康史）
- トロイアの女（2005、中国 鄞州文化芸術中心大劇院／演出 宮城聰、ヤン・ジョンウン）- 第12回BeSeTo演劇祭
- 夢幻能な「オセロー」（2005、インド カマニ劇場／演出 宮城聰）- 全インド演劇祭招待作品
- マハーバーラタ（2006、パリ ケ・ブランリー美術館／演出 宮城聰）- 同ホール 杮落公演
- ク・ナウカ『奥州安達原』（2007、文化学園 体育館 特設舞台／演出 宮城聰）
- オズの魔法使い（2007、にしすがも創造舎／演出 倉迫康史）
- 着座するコブ（2008、東京芸術劇場 小ホール／作・演出 山岡徳貴子）- 東京国際芸術祭2008
- オセロー／Othello（2008、ソウル 世宗文化会館／演出 イ・ユンテク）- 第6回アジア舞台芸術祭
- 神神の微笑（2009、シアターΧ／演出 稲川光）
- 怪談八雲噺（2010、乃木坂コレドシアター／演出 大野裕明）
- 王女メデイア（2010、舞台芸術公園野外劇場「有度」／演出 宮城聰）- Shizuoka春の芸術祭2010
- ガラスの動物園（2011、静岡芸術劇場／演出 ダニエル・ジャンヌトー）
- 室内（2013、アヴィニョン Salle de Montfavet／演出 クロード・レジ）- アヴィニョン演劇祭招聘作品
- The Mousetrap（2014、川崎ファクトリー／演出 Ash）
- オペラ《ポポイ》（2015、静岡音楽館AOI／演出 宮城聰）
- メフィストと呼ばれた男（2015、KAAT神奈川芸術劇場／演出 宮城聰）- 国際舞台芸術ミーティングin横浜（TPAM）
- 駈込み訴え（2016、宇フォーラム美術館／演出 Ash）
- 青い鳥（2017、利賀山房／演出 Ash）- 利賀演劇人コンクール2017 優秀演出家賞・奨励賞受賞[4]
- 曽根崎心中（2017、立待公民館）
- 出世景清（2017、立待公民館）
- ハムレット（2017、ザムザ阿佐谷／演出 中込遊里）
- ミヤギ能 オセロー ～夢幻の愛～（2018、ニューヨーク Japan Society／演出 宮城聰）
- 顕れ（2018、パリ コリーヌ国立劇場／作 レオノーラ・ミアノ（フランス語版）／訳 平野暁人／演出 宮城聰）
- 夕鶴さん家の方へ（2018、長野県高遠市小原交流センター／演出 飯田茂実）最高神イニイエ・語り手
- 朗読音楽劇曽根崎心中 天満屋お初最後の日（2018、吉祥寺 スターパインズカフェ）お初役
- 顕れー女神イニイエの涙ー（2019、静岡公演／演出 宮城聰）最高神イニイエ・語り手

### 映画
- 甲野善紀身体操作術（2006.12.23公開、UPLINK）

### ラジオ
- 浮いてるラジオ

## 関連人物
- 宮城聰　ク・ナウカの代表・演出家
- パク・チー　占い師／パフォーマー